# Paul Bazelaire
Paul Bazelaire (Sedan, 4 de março de 1886 – Paris, 11 de dezembro de 1958), foi um violoncelista francês. Ele ganhou muitos prêmios de literatura e de poesia na França e na Bélgica.

## Biografia
Seu pai era escritor e sua mãe e avó foram as primeiras a ensinarem-no teoria e piano.
Ele começou a estudar violoncelo com a idade de sete anos graças a H. Clarival, o diretor da Companhia Filarmônica de Sedan, a sua cidade de nascimento. Quando tinha dez anos, Bazelaire iniciou os seus estudos na Academia Paris.
Ele fez sua estreia com a idade de onze anos em sua cidade natal, Sedan, em 18 de dezembro de 1897. Naquele mesmo ano, ele teve o primeiro prêmio no violoncelo na Academia. Na idade de 17, como um estudante de Xavier Leroux, ele ganhou o primeiro prêmio em harmonia, e dois anos mais tarde, quando ele tinha 19, ganhou o primeiro prêmio de composição e contraponto.

## Carreira
Ele começou uma carreira de concertista solista e viajou extensivamente na Polônia, Rússia, Alemanha, Áustria, Itália, Tunísia, Inglaterra e Bélgica. Ele trabalhou com as de Covent Garden, em Londres, Manchester, Roma, e Pisa, Itália.
Continuando o seu concerto de carreira, ele também se tornou professor. Foi nomeado professor aos 32 anos na Academia Nacional de Paris em 1918, onde ele treinou e atraiu muitos estudantes de violoncelo.
Entre seus discípulos estão Pierre Baker, Bernard Michelin, Reine Flachot, Guy Fallot, Roger Albin, Genevieve Viagem Hammer e outros.
Ele criou um único conjunto de cinquenta violoncelistas que se tornou famoso em toda a França, e mesmo em todo o mundo.[carece de fontes?] Este grupo participou no "Farewell Concert" de Pablo Casals em 1 de outubro de 1956 na Sorbonne. Casals dirigiu uma orquestra de 100 violoncelistas, e Bazelaire e seus alunos contribuíram para o evento.
Bazelaire foi um bom amigo de Pablo Casals, que o confiou a presidência do Concurso Internacional Pablo Casals. Outros juízes incluíam A. Fritz, Gaspar Cassado, Pierre Baker, Sadlo e outros grandes violoncelistas. Um dos participantes era um jovem Mstislav Rostropovich.

## Prêmios
- Oficial da Legião de Honra,
- Officier do mérito cultural monegasco pelo príncipe Rainier III de Mônaco,
- Membro da Sociedade dos Autores e Type - fixadores,
- Presidente da União das Violoncellists da França,
- Professor com a Academia Americana de Fountainebleau, e
- Ele foi co-autor do Dicionário Larousse de Música.